# Vesperus xatarti
Vesperus xatarti là một loài bọ cánh cứng trong họ Cerambycidae.